# Комплекс з виробництва добрив у Таразі
Комплекс з виробництва добрив у Таразі — виробничий майданчик, який діє на півдні Казахстану.

## Виробництво добрив
Сировинною базою заводу стали родовища Каратауського фосфоритоносного басейну. В 1950-му на майданчику заводу ввели в дію цех суперфосфату, який в подальшому доповнили виробництвами амофосу (відповідний проект почали реалізовувати вже у другій половині 1950-х) та кормового трикальційфосфату.
Наразі майданчик в Таразі може також випускати сульфоамофос, нітроамофос, кормовий кальційнатрійфосфат. Як супутній продукт отримують фосфогіпс.
У 2020-му ввели в дію новий цех амофосу (моноамонійфосфату), який збільшив потужність майданчику по цьому продукту з 0,5 млн тонн до 1 млн тонн на рік.
З 2001 року завод в Таразі належить холдингу «Казфосфат».

## Виробництво сульфатної кислоти
Розкладення фосфоритів потребує великих обсягів сульфатної кислоти. Первісно Джамбульський суперфосфатний завод отримав виробництво цієї сполуки на основі обпалювання піритів, які постачали гірничодобувні підприємства (зокрема, з Уралу).
У якийсь момент майданчик в Таразі припинив продукувати сульфатну кислоту за неефективною піритною технологією та перейшов до закупівель на ринку. Втім, щоб уникнути залежності від сторонніх постачальників, у 2013-му на майданчику в Таразі ввели в дію цех сульфатної кислоти річною потужністю 600 тисяч тонн, який діє за технологією спалювання сірки (можливо відзначити, що в Казахстані великим виробником сірки є компанія «Тенгизшевройл», що провадить розробку гігантського нафтового родовища Тенгіз). Завод має власну ТЕЦ, яка утилізує тепло від спалювання сірки.
Інший критичний компонент для випуску амофосу — аміак — придбавають на ринку у казахського виробника «Казазот» або російських постачальників.